# Cristian Chivu
Cristian Eugen Chivu (Reşiţa, 26. listopada 1980.) rumunjski je nogometni trener i bivši nogometaš. Trenutačno je trener Inter Milana. Kao igrač je igrao kao branič.

## Klupska karijera
Chivu je započeo svoju karijeru u CSM Reşiţa, klub iz svog rodnog grada. Nakon dvije godine u CSM Reşiţa Chivu je otišao u klub Universitatea Craiova. Tu je ostao jednu godinu zatim je otišao u nizozemski klub Ajax. Od 1999. do 2003. za Ajax je odigrao 107 utakmica i postigao je 13 golova. Godine 2000. je postao kapetan Ajaxa a 2002. osvojio nizozemski Eredivisie, KNVB Kup i Superkup. Nakon četiri godine je Chivu otišao u talijanski klub Roma. Godine 2007. je Chivu uspio osvojiti talijanski Kup s Romom. Poslije Rome je Chivu potpisao za Inter Milano, s kojim je osvojio Ligu prvaka nakon pobjede u finalu protiv Bayern Münchena.

### Statistike
| sezona    | klub                  | država | natjecanje | utak. | gol. |
| --------- | --------------------- | ------ | ---------- | ----- | ---- |
| 1997./98. | CSM Reşiţa            |        | Liga 1     | 23    | 2    |
| 1998./99. | Universitatea Craiova |        | Liga 1     | 26    | 3    |
| 1999./00. | Universitatea Craiova |        | Liga 1     | 6     | 0    |
| 1999./00. | AFC Ajax              |        | Eredivisie | 23    | 1    |
| 2000./01. | AFC Ajax              |        | Eredivisie | 26    | 5    |
| 2001./02. | AFC Ajax              |        | Eredivisie | 32    | 1    |
| 2002./03. | AFC Ajax              |        | Eredivisie | 26    | 6    |
| 2003./04. | AS Roma               |        | Serie A    | 22    | 2    |
| 2004./05. | AS Roma               |        | Serie A    | 10    | 2    |
| 2005./06. | AS Roma               |        | Serie A    | 27    | 2    |
| 2006./07. | AS Roma               |        | Serie A    | 26    | 0    |
| 2007./08. | Inter                 |        | Serie A    | 26    | 0    |
| 2008./09. | Inter                 |        | Serie A    | 22    | 0    |
| 2009./10. | Inter                 |        | Serie A    | 20    | 1    |
| 2010./11. | Inter                 |        | Serie A    | 24    | 1    |
| 2011./12. | Inter                 |        | Serie A    | 14    | 0    |

## Reprezentativna karijera

### Reprezentivne utakmice
| #           | Datum               | Mjesto                        | Protivnik   | Rezultat    | Golovi      | Natjecanje                                |
| 1999./2000. | 1999./2000.         | 1999./2000.                   | 1999./2000. | 1999./2000. | 1999./2000. | 1999./2000.                               |
| ----------- | ------------------- | ----------------------------- | ----------- | ----------- | ----------- | ----------------------------------------- |
| 1.          | 18. listopada 1999. | Limassol, Cipar               | Cipar       | 2:2         | 0           | Prijateljska                              |
| 2.          | 26. travnja 2000.   | Constanţa, Rumunjska          | Cipar       | 2:0         | 0           | Prijateljska                              |
| 3.          | 27. svibnja 2000.   | Amsterdam, Nizozemska         | Nizozemska  | 1:2         | 0           | Prijateljska                              |
| 4.          | 31. svibnja 2000.   | Bukurešt, Rumunjska           | Grčka       | 2:1         | 0           | Prijateljska                              |
| 5.          | 12. lipnja 2000.    | Liège, Belgija                | Grčka       | 1:1         | 0           | Europsko prvensvto 2000.                  |
| 6.          | 17. lipnja 2000.    | Arnhem, Belgija               | Portugal    | 0:1         | 0           | Europsko prvensvto 2000.                  |
| 7.          | 20. lipnja 2000.    | Charleroi, Belgija            | Engleska    | 3:2         | 1           | Europsko prvensvto 2000.                  |
| 8.          | 24. lipnja 2000.    | Bruxelles, Belgija            | Italija     | 0:2         | 0           | Europsko prvensvto 2000.                  |
| 2000./01.   |                     |                               |             |             |             |                                           |
| 9.          | 16. kolovoza 2000.  | Bukurešt, Rumunjska           | Poljska     | 1:1         | 0           | Prijateljska                              |
| 10.         | 3. rujna 2000.      | Bukurešt, Rumunjska           | Litva       | 1:0         | 0           | Kvalifikacije za Svjetsko prvenstvo 2002. |
| 11.         | 6. rujna 2000.      | Milano, Italija               | Italija     | 0:3         | 0           | Kvalifikacije za Svjetsko prvenstvo 2002. |
| 12.         | 28. veljače 2001.   | Nikozija, Cipar               | Litva       | 3:0         | 0           | Prijateljska                              |
| 13.         | 28. ožujka 2001.    | Tbilisi, Gruzija              | Gruzija     | 2:0         | 0           | Kvalifikacije za Svjetsko prvenstvo 2002. |
| 14.         | 2. lipnja 2001.     | Bukurešt, Rumunjska           | Mađarska    | 2:0         | 0           | Kvalifikacije za Svjetsko prvenstvo 2002. |
| 15.         | 6. lipnja 2001.     | Kaunas, Litva                 | Litva       | 2:1         | 0           | Kvalifikacije za Svjetsko prvenstvo 2002. |
| 2001./02.   |                     |                               |             |             |             |                                           |
| 16.         | 15. kolovoza 2001.  | Ljubljana, Slovenija          | Slovenija   | 2:2         | 0           | Prijateljska                              |
| 17.         | 5. rujna 2001.      | Budimpešta, Mađarska          | Mađarska    | 2:0         | 0           | Kvalifikacije za Svjetsko prvenstvo 2002. |
| 18.         | 10. studenog 2001.  | Ljubljana, Slovenija          | Slovenija   | 1:2         | 0           | Play-offs za Svjetsko prvenstvo 2002.     |
| 19.         | 14. studenog 2001.  | Bukurešt, Rumunjska           | Slovenija   | 1:1         | 0           | Play-offs za Svjetsko prvenstvo 2002.     |
| 20.         | 13. veljače 2002.   | Pariz, Francuska              | Francuska   | 1:2         | 0           | Prijateljska                              |
| 21.         | 27. ožujka 2002.    | Constanţa, Rumunjska          | Ukrajina    | 4:1         | 0           | Prijateljska                              |
| 2002./03.   |                     |                               |             |             |             |                                           |
| 22.         | 21. kolovoza 2002.  | Constanţa, Rumunjska          | Grčka       | 0:1         | 0           | Prijateljska                              |
| 23.         | 7. listopada 2002.  | Sarajevo, Bosna i Hercegovina | BiH         | 3:0         | 1           | Kvalifikacije za Europsko prvenstvo 2004. |
| 24.         | 12. listopada 2002. | Bukurešt, Rumunjska           | Norveška    | 0:1         | 0           | Kvalifikacije za Europsko prvenstvo 2004. |
| 25.         | 20. studenog 2002.  | Timişoara, Rumunjska          | Hrvatska    | 0:1         | 0           | Prijateljska                              |
| 26.         | 12. veljače 2003.   | Larnaca, Cipar                | Slovačka    | 2:1         | 0           | Prijateljska                              |
| 27.         | 29. ožujka 2003.    | Bukurešt, Rumunjska           | Danska      | 2:5         | 0           | Kvalifikacije za Europsko prvenstvo 2004. |
| 28.         | 30. travnja 2003.   | Kaunas, Litva                 | Litva       | 1:0         | 0           | Prijateljska                              |
| 29.         | 7. lipnja 2003.     | Craiova, Rumunjska            | BiH         | 2:0         | 0           | Kvalifikacije za Europsko prvenstvo 2004. |
| 30.         | 11. lipnja 2003.    | Oslo, Norveška                | Norveška    | 1:1         | 0           | Kvalifikacije za Europsko prvenstvo 2004. |
| 2003./04.   |                     |                               |             |             |             |                                           |
| 31.         | 20. kolovoza 2003.  | Donjeck, Ukrajina             | Ukrajina    | 2:0         | 0           | Prijateljska                              |
| 32.         | 6. rujna 2003.      | Ploieşti, Rumunjska           | Luksemburg  | 4:0         | 0           | Kvalifikacije za Europsko prvenstvo 2004. |
| 33.         | 10. rujna 2003.     | Copenhagen, Danska            | Danska      | 2:2         | 0           | Kvalifikacije za Europsko prvenstvo 2004. |
| 34.         | 11. listopada 2003. | Bukurešt, Rumunjska           | Japan       | 1:1         | 0           | Kvalifikacije za Europsko prvenstvo 2004. |
| 35.         | 31. ožujka 2004.    | Glasgow, Škotska              | Škotska     | 2:1         | 1           | Prijateljska                              |
| 36.         | 28. travnja 2004.   | Bukurešt, Rumunjska           | Njemačka    | 5:1         | 0           | Prijateljska                              |
| 2004./05.   |                     |                               |             |             |             |                                           |
| 37.         | 26. ožujka 2005.    | Bukurešt, Rumunjska           | Nizozemska  | 0:2         | 0           | Kvalifikacije za Svjetsko prvenstvo 2006. |
| 38.         | 30. ožujka 2005.    | Skoplje, Makedonija           | Makedonija  | 2:1         | 0           | Kvalifikacije za Svjetsko prvenstvo 2006. |
| 39.         | 4. lipnja 2005.     | Rotterdam, Nizozemska         | Nizozemska  | 0:2         | 0           | Kvalifikacije za Svjetsko prvenstvo 2006. |
| 40.         | 8. lipnja 2005.     | Constanţa, Rumunjska          | Armenija    | 3:0         | 0           | Kvalifikacije za Svjetsko prvenstvo 2006. |
| 2005./06.   |                     |                               |             |             |             |                                           |
| 41.         | 17. kolovoza 2005.  | Constanţa, Rumunjska          | Andora      | 2:0         | 0           | Kvalifikacije za Svjetsko prvenstvo 2006. |
| 42.         | 3. rujna 2005.      | Constanţa, Rumunjska          | Češka       | 2:0         | 0           | Kvalifikacije za Svjetsko prvenstvo 2006. |
| 43.         | 1. ožujka 2006.     | Larnaca, Cipar                | Slovenija   | 2:0         | 0           | Prijateljska                              |
| 2006./07.   |                     |                               |             |             |             |                                           |
| 44.         | 16. kolovoza 2006.  | Constanţa, Rumunjska          | Cipar       | 2:0         | 0           | Prijateljska                              |
| 45.         | 2. rujna 2006.      | Constanţa, Rumunjska          | Bugarska    | 2:2         | 0           | Kvalifikacije za Europsko prvenstvo 2008. |
| 46.         | 6. rujna 2006.      | Tirana, Albanija              | Albanija    | 2:0         | 0           | Kvalifikacije za Europsko prvenstvo 2008. |
| 47.         | 7. listopada 2006.  | Bukurešt, Rumunjska           | Bjelorusija | 3:1         | 0           | Kvalifikacije za Europsko prvenstvo 2008. |
| 48.         | 15. studenog 2006.  | Cádiz, Španjolska             | Španjolska  | 1:0         | 0           | Prijateljska                              |
| 49.         | 2. lipnja 2007.     | Celje, Slovenija              | Slovenija   | 2:1         | 0           | Kvalifikacije za Europsko prvenstvo 2008. |
| 50.         | 6. lipnja 2007.     | Timişoara, Rumunjska          | Slovenija   | 2:0         | 0           | Kvalifikacije za Europsko prvenstvo 2008. |
| 2007./08.   |                     |                               |             |             |             |                                           |
| 51.         | 22. kolovoza 2007.  | Bukurešt, Rumunjska           | Turska      | 2:0         | 0           | Prijateljska                              |
| 52.         | 8. rujna 2007.      | Minsk, Bjelorusija            | Bjelorusija | 3:1         | 0           | Kvalifikacije za Europsko prvenstvo 2008. |
| 53.         | 12. rujna 2007.     | Köln, Njemačka                | Njemačka    | 1:3         | 0           | Prijateljska                              |
| 54.         | 13. listopada 2007. | Constanţa, Rumunjska          | Nizozemska  | 1:0         | 0           | Kvalifikacije za Europsko prvenstvo 2008. |
| 55.         | 17. listopada 2007. | Luxembourg, Luksemburg        | Luksemburg  | 2:0         | 0           | Kvalifikacije za Europsko prvenstvo 2008. |
| 56.         | 17. studenog 2007.  | Sofija, Bugarska              | Bugarska    | 0:1         | 0           | Kvalifikacije za Europsko prvenstvo 2008. |
| 57.         | 6. veljače 2008.    | Tel Aviv, Izrael              | Izrael      | 0:1         | 0           | Prijateljska                              |
| 58.         | 26. ožujka 2008.    | Bukurešt, Rumunjska           | Rusija      | 3:0         | 0           | Prijateljska                              |
| 59.         | 31. svibnja 2008.   | Bukurešt, Rumunjska           | Crna Gora   | 4:0         | 0           | Prijateljska                              |
| 60.         | 9. lipnja 2008.     | Zürich, Švicarska             | Francuska   | 0:0         | 0           | Europsko prvenstvo 2008.                  |
| 61.         | 13. lipnja 2008.    | Zürich, Švicarska             | Italija     | 1:1         | 0           | Europsko prvenstvo 2008.                  |
| 62.         | 17. lipnja 2008.    | Bern, Švicarska               | Nizozemska  | 0:2         | 0           | Europsko prvenstvo 2008.                  |
| 2008./09.   |                     |                               |             |             |             |                                           |
| 63.         | 11. listopada 2008. | Constanţa, Rumunjska          | Francuska   | 2:2         | 0           | Kvalifikacije za Svjetsko prvenstvo 2010. |
| 64.         | 6. lipnja 2009.     | Marijampole, Litva            | Litva       | 1:0         | 0           | Kvalifikacije za Svjetsko prvenstvo 2010. |
| 2009./10.   |                     |                               |             |             |             |                                           |
| 65.         | 12. kolovoza 2009.  | Budimpešta, Mađarska          | Mađarska    | 1:0         | 0           | Prijateljska                              |
| 66.         | 5. rujna 2009.      | Pariz, Francuska              | Francuska   | 1:1         | 0           | Kvalifikacije za Svjetsko prvenstvo 2010. |
| 67.         | 9. rujna 2009.      | Bukurešt, Rumunjska           | Australija  | 1:1         | 0           | Kvalifikacije za Svjetsko prvenstvo 2010. |
| 68.         | 10. listopada 2009. | Beograd, Srbija               | Srbija      | 0:5         | 0           | Kvalifikacije za Svjetsko prvenstvo 2010. |
| 69.         | 14. listopada 2009. | Varšava, Poljska              | Poljska     | 1:0         | 0           | Prijateljska                              |
| 70.         | 29. svibnja 2010.   | Lavov, Ukrajina               | Ukrajina    | 2:3         | 0           | Prijateljska                              |
| 71.         | 2. lipnja 2010.     | Villach, Austrija             | Makedonija  | 0-1         | 0           | Prijateljska                              |
| 2010./11.   |                     |                               |             |             |             |                                           |
| 72.         | 11. kolovoza 2010.  | Istanbul, Turska              | Turska      | 0:2         | 0           | Prijateljska                              |
| 73.         | 7. rujna 2010.      | Minsk, Bjelorusija            | Bjelorusija | 0:0         | 0           | Kvalifikacije za Europsko prvenstvo 2012. |
| 74.         | 9. listopada 2010.  | Pariz, Francuska              | Francuska   | 0:2         | 0           | Kvalifikacije za Europsko prvenstvo 2012. |
| 75.         | 17. studenog 2010.  | Klagenfurt, Austrija          | Italija     | 1:1         | 0           | Prijateljska                              |

## Nagrade

### Klub
Ajax
- Eredivisie (1): 2001./02.
- KNVB-Cup (1): 2001./02.
- Supercup (1): 2002.

Roma
- Coppa Italia (1): 2006./07.

Inter Milano
- Serie A (3): 2007./08., 2008./09., 2009./10.
- Coppa Italia (1): 2009./10.
- Supercoppa Italiana (1): 2008.
- UEFA Liga prvaka (1): 2009./10.

## Vanjske poveznice
- Službena web stranica
- Inter. profil[neaktivna poveznica]
- Chivu profil i statistike